# 郝汀
郝汀（？—？），河南邓州人，中华人民共和国政治人物、外交官。
1937年赴延安入抗大学习，并加入中国共产党。解放战争时期，任西北野战军司令部作战科科长。中华人民共和国成立后，1950年夏任驻瑞典大使馆参赞，随首任驻瑞典大使耿飙一行从北京乘国际列车抵达莫斯科后，奉命和英语翻译顾亚及一位机要员共3人先赴斯德哥尔摩做建立使馆的准备工作。后任驻丹麦大使馆参赞，1955年曾任驻丹麦大使馆临时代办。1958年，接替丁国钰担任中华人民共和国驻阿富汗大使。任内中阿两国解决了边界正式划定。1965年，由陈枫接任。后任中国科学院外事局局长。
夫人章钟娥。